# Der Stürmer

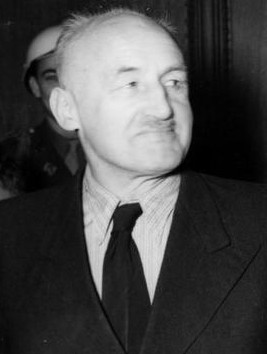
Julius Streicher, a Der Stürmer alapítója a nürnbergi per tárgyalásán

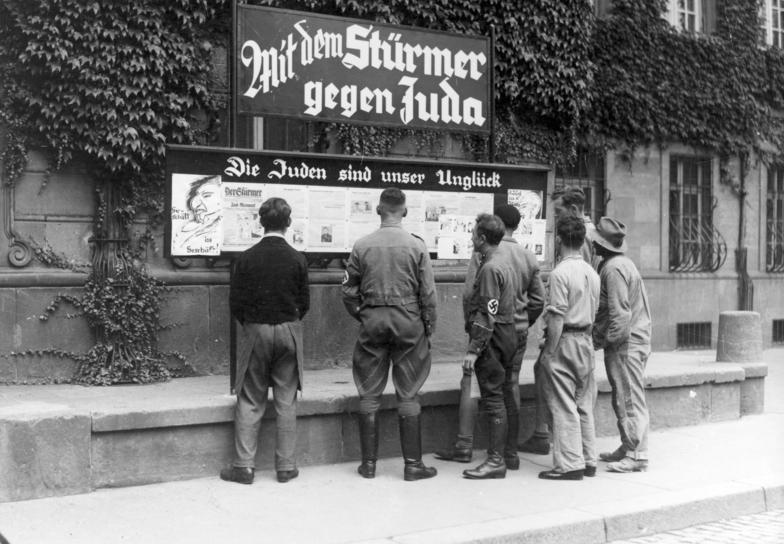
Németek olvassák a Stürmert 1933-ban Wormsban. Az állvány feletti táblán „a Stürmerrel Júdea ellen” felirat olvasható, alatta pedig a lap mottója, „a zsidók a mi szerencsétlenségünk”

A Der Stürmer (magyarul: Rohamozó) nemzetiszocialista hetilap volt, amelyet Julius Streicher alapított és adott ki 1923 és 1945 között. Az erőteljesen antiszemita beállítottságú lap tartalma a komoly újság hatását keltő Völkischer Beobachterrel szemben igen alacsony színvonalú volt és sokszor szerepeltek benne a zsidókat támadó cikkek és rajzok, amelyek gyakran kapcsolódtak a vérvádhoz és állítólagos kéjgyilkosságokhoz, ezen kívül néha pornográf tartalmúak is voltak.
Továbbá az újság antikommunista, antikapitalista és katolikusellenes hangvételű cikkeket is leközölt hasábjain. Hitler úgy látta, a Der Stürmer nagy szerepet játszik az egyszerű emberek meggyőzésében és befolyásolásában. Ennek ellenére az újság még a Nemzetiszocialista Német Munkáspárton belül is erős ellenérzéseket váltott ki, és a befolyásos pártkörökben sokan egyenesen a betiltását követelték.

## Története

### A weimari köztársaság alatt
Az újságot Streicher alapította 1923 áprilisában, miután a párton belüli politikai ellenfelei április 14-én tartott gyűlésükön számos váddal illették őt, többek között árulónak és gyávának bélyegezve őt. Streicher a Der Stürmer megalapításával kívánt válaszolni. Az újság nevével kapcsolatban később azt nyilatkozta, hogy egy erdei kirándulás során, egy fenyőfa tövében ülve jutott eszébe a név, mivel „a lap a vörös erődítményt fogja megrohamozni, ezért Rohamozónak kellene hívni.” Az első néhány szám csupán négyoldalas volt, és cikkei főleg Streicher politikai ellenfeleit, illetve a zsidókat támadták. Egy alkalommal a lap egy Julius Fleischmann nevű városi hivatalnok ellen indított támadást, aki Streicher ellenlábasának, Hermann Luppe nürnbergi polgármesternek dolgozott. Stürmer azzal vádolta meg a férfit, hogy az első világháború során zoknikat lopott a gazdasági tisztjétől, ezért a férfi beperelte Streichert, és bizonyította a vád alaptalanságát, majd kártérítés megfizetésére kötelezték Streichert. A nemzetiszocialista párton belül aggodalmat okozott az új újság megjelenése, és Max Amann levélben kérte Streichertől, hogy fejezze be a lap megjelentetését, ő azonban figyelmen kívül hagyta a kérést.
A Der Stürmer a sörpuccs után hónapokig nem jelent meg, mivel Streicher maga is részt vett az eseményekben, és börtönbüntetésre ítélték. Szabadulása után azonban 1924 márciusától újraindította az újságot. Áprilisban jelentek meg az első zsidóellenes karikatúrák a Der Stürmerben, azonban még másfél évig nem ezek voltak az újság fő eszközei. Csupán Philipp Rupprecht karikaturista 1925. december 19-i csatlakozása után nőtt meg a karikatúrák száma a lapban. Rajzain tipikus kinézetű zsidókat jelenített meg nagy, görbe orrokkal, kövér testtel, borotválatlanul, de gyakran ábrázolta őket kígyóként, pókként vagy féregként. Ezen kívül a lapban gyakran jelentek meg félmeztelen vagy meztelen árja nők képei is, akiket a zsidók áldozataiként mutattak be. Főleg ez utóbbiak miatt az újság hamar nagy népszerűségre tett szert a fiatal férfiak körében.
A lap kezdeti pár ezres példányszáma 1927-re heti 14 000 példányra nőtt, és ezután is folyamatosan növekedett, 1938-ra heti 470 000-nél is több példányra. A Stürmer eközben helyi lapból fokozatosan országos sajtóorgánummá nőtte ki magát. Ezt mutatja a lap szlogenjének változása is, amely eredetileg „Egy nürnbergi hetilap az igazságért folyó harcban” volt, 1932-ben azonban „Egy német hetilap az igazságért folyó harcban”-ra változott. A lap példányszáma azonban nem a tényleges olvasottságot jelentette, ugyanis a Der Stürmert a helyi támogatók pénzéből épített, forgalmas helyen álló állványokban helyezték el, amelyeket így mindenki olvashatott. Az ezek felállításában közreműködők gyakran álltak őrt a Stürmerkastenek előtt, hogy védjék azokat a rongálástól. Az újság 1927-ben kezdte használni Heinrich von Treitschke történész 1879-es idézetét mottóként:
 „A zsidók a mi szerencsétlenségünk!” 
(Die Juden sind unser Unglück!).
Meglepő módon az 1920-as években a lap népszerű volt a zsidók között is, akik ekkor még gyakran megvették és olvasták, ezzel anyagilag támogatva is azt. Streicher a háború után szintén így nyilatkozott erről. A lap tartalmát főleg az olvasók írták, akik sok levéllel árasztották el a Stürmer szerkesztőségét. Egy 1927-es rendőri razzia során olyan mennyiségű anyagot találtak, amennyit a lap nem is tudott teljes mértékben felhasználni. Az olvasók ritkán vártak el fizetséget a beküldött hírekért. Az olvasói levelek mellett csupán egy szűk törzsgárda és Streicher írt cikkeket. A lap főleg azért tett szert nagy olvasottságra, mivel egyszerű nyelvezetét bárki képes volt könnyedén megérteni és sok képet is felvonultatott. Ennek, és a lap alacsony költségeinek köszönhetően a Der Stürmer tetemes bevételre tett szert, amelyből más nemzetiszocialista tevékenységeket támogattak pénzzel.

### A nemzetiszocialista hatalomátvétel után
A lap példányszáma a nemzetiszocialista hatalomátvétel után gyors ütemben kezdett növekedni. Ebben közrejátszott az is, hogy sok esetben a közép- és felsővezetők utasításba adták beosztottaiknak a lap vásárlását. Így tett Robert Ley, a német munkaszolgálat vezetője is, és még sokan mások is. A lap gyakran idézte Hitler dicsérő szavait is, amely az olvasók körében nagyban növelte annak presztízsét. Rajta kívül sok nemzetiszocialista vezető is dicsérte a Der Sütmert, mint például Viktor Lutze, a Sturmabteilung vezetője, Albert Forster, Danzig gauleitere, Heinrich Himmler, a Schutzstaffel vezetője és Unity Mitford brit arisztokrata. A lap pénzügyi sikerének köszönhetően hamarosan könyveket is ki tudott adni. Két gazdagon illusztrált és egy történetes könyvet adtak ki a gyerekek számára, amelyek tartalma erősen antiszemita volt, és például kellemetlen állatokhoz hasonlította a zsidókat. Könyvet adtak még ki a zsidóellenes oktatás mikéntjéről, illetve rövid tanulmányt a bírósági zsidókról, de a kiadott művek között volt antiszemita közmondásgyűjtemény is.
A lap nagy gyűjteményt halmozott fel minden zsidókkal kapcsolatos dologból. Így rendelkeztek héber és arámi nyelvű könyvekkel és folyóiratokkal, sok Rupprecht által rajzolt karikatúrával és fényképpel, zsidó rituális eszközökkel és Tóra tekercsekkel is. Azonban leghíresebb mégis a hatalmas pornográfia gyűjtemény volt, amelyről Streicher úgy nyilatkozott, hogy az csupán a zsidókérdés tudományos kutatását szolgálja. Ezeket kezdetben az olvasók juttatták el a lap számára, később azonban nagy segítséget nyújtott a Gestapo is, amely a lefoglalt zsidó javakból adta át a kért dolgokat. Az újságnak 1939-ben már 300 munkatársa volt, akik között akadt egy zsidó, Jonas Wolk is, aki Fritz Brand álnév alatt publikált. A lap ekkor már nem csak Németországban, de a világ sok más, jelentős német lakossággal rendelkező országában megjelent, így például Brazíliában, Argentínában, Kanadában és az Amerikai Egyesült Államokban.
A Der Stürmert azonban 1933 után is sok kritika érte, néha egyenesen az NSDAP legfelsőbb köreiből. Otto Dietrich sajtótitkár például megpróbálta elérni Hitlernél a lap betiltását. Hans Lammers, Hermann Göring, Joseph Goebbels és még sok más magas rangú párttag is megpróbálta ezt elérni, azonban nem jártak sikerrel, ugyanis Hitler csak akkor tiltotta be rövid, pár hetes időszakokra a lapot, ha annak cikkei valamilyen okból ellentétesek voltak az ország érdekeivel. Például az 1936. évi téli olimpiai játékok idejére is felfüggesztették a lap kiadását. A második világháború idején a Der Stürmer mindig előzetes cenzúrán esett át, hogy az esetleges diplomáciai bonyodalmakat elkerüljék a még semleges országokkal.

### Megszűnése
A világháború folyamán fellépő papírhiány miatt a lap példányszáma csökkenésnek indult. Közrejátszott még az érdeklődés csökkenése is, hiszen a németországi zsidók egyre inkább eltűntek a német közéletből, így jelentősen visszaesett a lap által keltett félelem is. Ez a kettő együttesen azt eredményezte, hogy a példányszám hamarosan 200 000 alá csökkent. A háború előrehaladtával a papírhiány is egyre nagyobb lett, így 1944 közepére az előtte 16 oldalas lap a negyedére, 4 oldalra csökkent. A Stürmer utolsó száma 1945 februárjában jelent meg, amelyben Streicher a szövetségesek támadását a zsidó világösszeesküvés eszközének mondta. A világháború utáni nürnbergi perben Streichert halálra ítélték és kivégezték a Der Stürmerben folytatott munkássága miatt.